# Fenestella cestriensis
Fenestella cestriensis is een mosdiertjessoort uit de familie van de Fenestellidae. De wetenschappelijke naam van de soort is voor het eerst geldig gepubliceerd in 1890 door Ulrich.